# Museu Britànic
El Museu Britànic de Londres (en anglès British Museum) és el museu més important del Regne Unit i un dels més importants del món sobre història i cultura. El Museu Britànic alberga més de set milions d'objectes que il·lustren i documenten la història de les cultures humanes, des del seu naixement fins a l'actualitat, a partir de peces de tots els continents.[a] El museu, amb 5.569.981 visitants el 2009, és el museu del Regne Unit amb el major nombre de visitants anuals, seguit per la National Gallery de Londres, i un dels més visitats del món.
Es va fundar el 1753 i estava basat inicialment en les col·leccions del físic i científic Hans Sloane. Es va obrir al públic per primer cop el 15 de gener del 1759 a la Montagu House de Bloomsbury, a l'actual ubicació de l'edifici del museu. L'expansió del museu en aquests dos segles i mig de vida ha estat en gran part fruit de l'acció de la colonització britànica i ha donat lloc a la creació de diverses branques subsidiàries, la primera de les quals va ser el Museu d'Història Natural de Londres, a South Kensington, el 1887. Alguns objectes de la col·lecció, com és el conegut cas dels marbres d'Elgin provinents del Partenó, són objecte de controvèrsia intensa on es reclama la restitució de les peces als seus països d'origen. Fins al 1997, quan la Biblioteca Britànica (anteriorment establerta en la sala de lectura del Museu Britànic) va ser traslladada a un nou emplaçament, el Museu Britànic era únic en tenir tant el Museu Nacional d'antiguitats com la biblioteca Nacional en un mateix edifici.
El museu és un cos públic no departamental subvencionat pel Departament de cultura, mitjans de comunicació i esport i, com altres museus nacionals del Regne Unit, l'entrada n'és gratuïta. Tanmateix, algunes exposicions temporals són de pagament. El director del museu és Neil Macgregor des del 2002.

## Història

### SirHans Sloane, fundador del Museu britànic

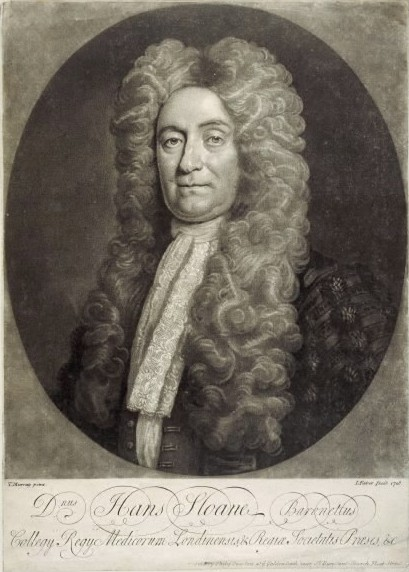
Hans Sloane.

Avui dia, el Museu Britànic és principalment un museu cultural d'obres d'arts i d'antiguitats; tot i així, quan va ser fundat, va néixer amb la idea de ser un "museu universal". Inicialment, el museu es nodria de la col·lecció d'obres i peces que el metge i naturalista sir Hans Sloane (1660–1753) havia col·leccionat al llarg de la seva vida. Per evitar que la seva col·lecció de relíquies es dividís després de la seva mort, va llegar-la al rei Jordi II del Regne Unit, per a la nació, per £20.000.
En aquella època, la col·lecció de Sloane constava aproximadament de 71.000 objectes de tota classe, 40.000 dels quals eren quadres, 7.000 manuscrits, així com un extens historial d'espècies naturals on hi havia 337 volums d'herbaris, impressions i dibuixos, entre aquests els d'Albrecht Dürer, i nombroses antiguitats provinents d'Egipte, Grècia, Roma, l'Antic Pròxim Orient, Àsia oriental i Amèrica.

### Fundació (1753)
El 7 de juny del 1753, el rei Jordi II va donar el seu dictamen conforme a la Llei del Parlament, que va establir el Museu Britànic com a tal. Va afegir dues altres biblioteques a la col·lecció de Sloane, la Cottonian Library, reunida per Sir Robert Cotton, que es remunta a l'època elisabetiana i la Harleian Library, la col·lecció del comte Robert Harley. La Biblioteca Reial es va unir a la col·lecció el 1757. En conjunt, aquestes quatre col·leccions contenen molts dels llibres més preuats actualment de la Biblioteca Britànica, incloent-hi els Evangelis de Lindisfarne i l'única còpia existent de Beowulf.
El Museu Britànic va ser el primer d'una nova tipologia de museus, els museus nacionals, que no pertanyien a cap església ni rei, eren lliurement oberts al públic i tenien l'objectiu d'aplegar tot el coneixement humà. Inicialment, la col·lecció de Sloane per si sola tendia a reflectir uns interessos principalment científics, tot i tenir un vast conjunt d'objectes miscel·lanis. Va ser amb l'addició de la col·lecció de Cotton i Harley quan s'hi va introduir una nova tipologia d'objectes, que van convertir el museu, alhora, en museu nacional i biblioteca.

### Gabinet de curiositats (1753-1778)

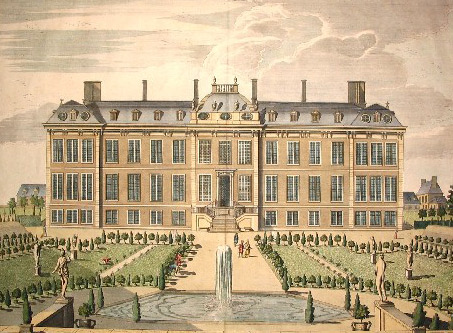
Montagu House.

L'organisme d'administració va decidir que la Montagu House, una mansió del segle xvii, era una bona ubicació per al museu, i van comprar-la a Ralph Montagu per £20.000. El Patronat va rebutjar ubicar-lo al Palau de Buckingham per raons de cost i la inconveniència de la seva ubicació. El 1757, el rei Jordi II va donar la Biblioteca Reial de Windsor i, amb aquesta, el dret a una còpia de tots els llibres publicats a l'estat, garantint així que la col·lecció del museu s'expandiria indefinidament.
La casa Montagu va obrir les portes als primers estudiosos el 15 de gener del 1759.
El predomini de la història natural, llibres i manuscrits, va començar a disminuir el 1772, quan el museu va adquirir antiguitats de primer ordre, com la col·lecció de vasos grecs de Sir William Douglas Hamilton. Durant els anys següents a la fundació, el Museu Britànic va rebre diverses donacions més, inclosa la col·lecció Thomason de tractats de la guerra civil i la col·lecció de David Garrick de 1.000 obres impreses.

### La indolència i l'energia (1778-1800)
Una exposició d'objectes que James Cook i d'altres exploradors havien portat dels viatges pels Mars del Sud van fascinar els visitants del museu des del 1778, i els va oferir una visió d'objectes de terres desconegudes fins al moment. El llegat d'una col·lecció de llibres, gemmes, monedes, gravats i dibuixos de Clayton Mordaunt Cracherode, el 1800, va fer molt per elevar la reputació del museu i es va fer evident que la casa Montagu no aguantaria gaire temps el ritme de creixement de visites i de la pròpia col·lecció.
El 1784, es va incrementar la col·lecció d'antiguitats de manera notable, gràcies a la compra de la col·lecció privada d'objectes d'art grecs i romans de Sir William Douglas Hamilton (1730-1803), l'ambaixador britànic a Nàpols, juntament amb altres antiguitats i espècimens d'història natural. En una llista de donacions al museu que data 31 de gener del 1784, es refereix a un "peu colossal d'un Apol·lo en marbre" que hi havia al llegat Hamilton. Era una de les dues antiguitats de la col·lecció Hamilton dibuixades per Francesco Progenie, un alumne de Pietro Fabris, qui també hi va contribuir amb una sèrie de dibuixos del Vesuvi enviats per Hamilton a la Royal Society de Londres.

### Creixement i canvi (1800-1825)

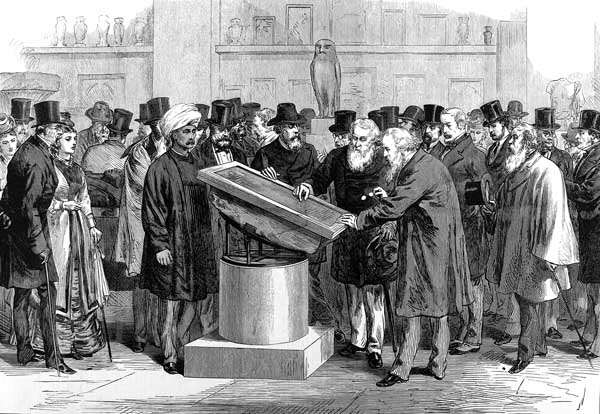
La pedra de Rosetta en exhibició al Museu Britànic, el 1874.

Al segle xix, la col·lecció es va començar a ampliar bàsicament amb obres romanes, gregues i egípcies, donant més importància al conjunt de les antiguitats. Després de la derrota de la batalla del Nil, el 1801, el Museu Britànic va adquirir més escultures egípcies i, l'any següent, el 1802, Jordi III va presentar la pedra de Rosetta -clau per al desxiframent dels jeroglífics. A partir dels regals i les compres que va realitzar Henry Salt, cònsol general a Egipte, començant pel bust de Ramsès II, el 1818, van establir les bases de la col·lecció egípcia d'escultura monumental.
El 1805, es van anar adquirint moltes escultures, en particular les de la col·lecció de Charles Towneley, moltes d'aquestes d'escultura romana. El 1806, Thomas Bruce, ambaixador en l'Imperi Otomà, va adquirir la gran col·lecció d'escultures de marbre del Partenó, a l'Acròpoli d'Atenes i els va traslladar al Regne Unit. El 1816, aquestes obres mestres de l'art occidental van ser adquirides pel Museu Britànic per una Llei del Parlament i dipositades al museu a partir de llavors. El govern grec ha demanat la devolució de les escultures a Grècia, fins ara sense èxit. Les col·leccions van ser complementades pel Bassae de Figàlia, Grècia, el 1815.
La col·lecció de l'antic Pròxim Orient també va tenir els seus inicis el 1825, amb la compra d'antiguitats d'Assíria i Babilònia, propietat de la vídua de Claudius James Rich.

### El museu més gran d'Europa (1825-1850)

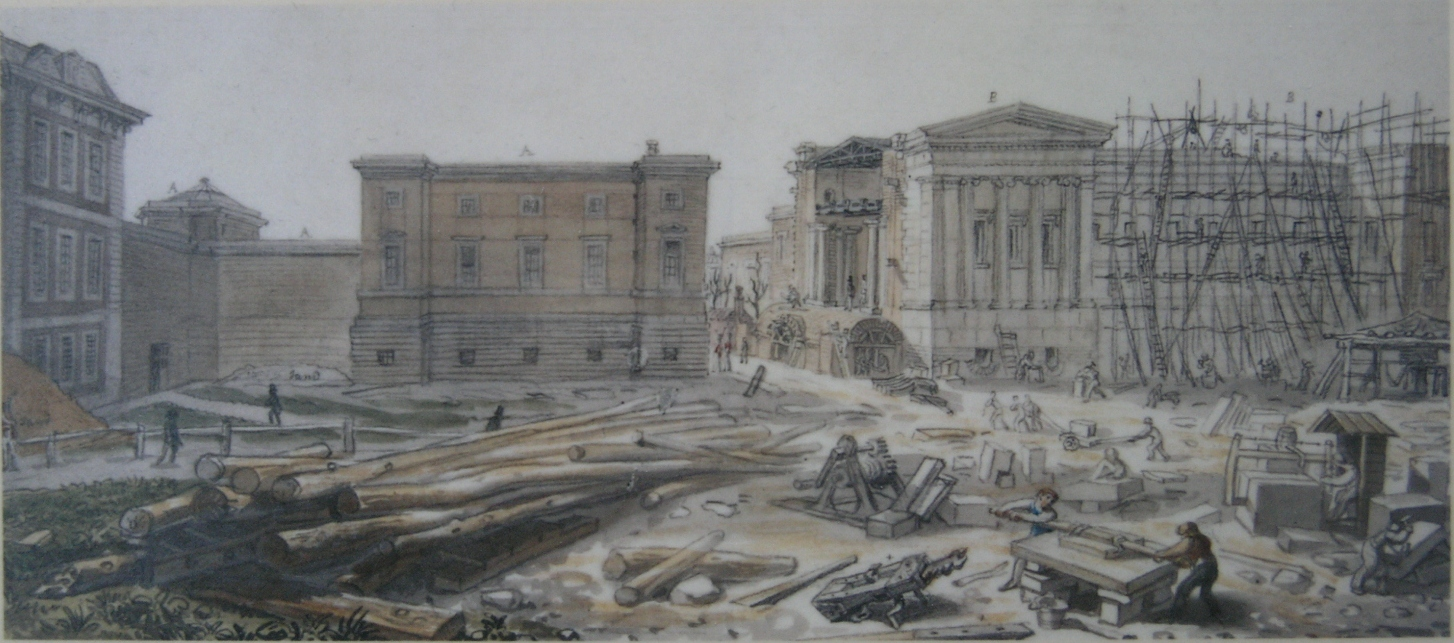
D'esquerra a dreta: Montagu House, Galeria de Townley i Robert Smirke en construcció (juliol del 1828).

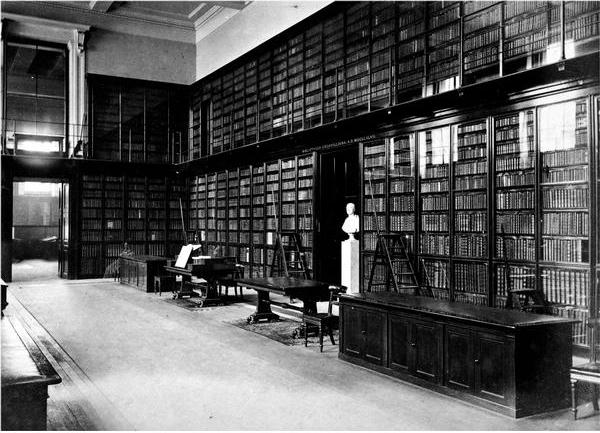
La biblioteca de Thomas Grenville, el 1875.

Robert Smirke va ampliar el museu seguint un estil neoclàssic. La Biblioteca Reial, a la planta baixa de l'ala est, finalitzada el 1827, va ser descrita com una de les millors habitacions de Londres, tot i que no va ser totalment oberta al públic en general fins al 1857.

#### Les excavacions arqueològiques
El 1840, el museu es va involucrar en la seva primera excavació arqueològica fora de les illes britàniques. Va ser durant l'expedició de Charles Fellows a Xanthos, a Anatòlia, d'on va venir amb les restes de les tombes dels governants de l'antiga Lícia, entre aquestes, la de Nereida i Payava.
El 1857, Charles Newton va descobrir el Mausoleu de Mausol, una de les Set meravelles del món antic. En la dècada de 1840 i 1850, el museu va donar suport a excavacions a Assíria i en altres llocs, com Nimrud i Nínive. De particular interès per als conservadors va ser l'eventual descobriment de la gran biblioteca d'Assurbanipal, especialitzada en escriptura cuneïforme, que va contribuir a fer del museu un focus per a l'assiriologia.
Sir Thomas Grenville (1755-1846), un administrador del Museu Britànic des del 1830, va reunir una biblioteca de 20.240 volums que va deixar al museu en el seu testament. Els llibres van arribar el gener del 1847 amb vint carretons estirats per cavalls. L'únic espai lliure per aquesta gran biblioteca era una sala destinada inicialment a manuscrits, situada entre el vestíbul d'entrada i el mateix saló dels manuscrits. Els llibres van romandre aquí fins que la Biblioteca Britànica es va traslladar a Saint Pancras, el 1998.

### Col·leccionant objectes d'arreu del món (1850-1875)
El 1852, es va culminar el pla d'ampliació de l'arquitecte Robert Smirke però, per l'augment imprevist del volum de les col·leccions, calia tornar a ampliar el museu. Es van construir galeries especials per a les escultures assíries i una gran sala de lectura, amb capacitat per a un milió de llibres, que es va inaugurar el 1857. Per motius de manca clara d'espai, es va prendre la decisió de moure la col·lecció d'història natural a un nou edifici, a South Kensington, que més tard es convertiria en el Museu d'Història Natural.

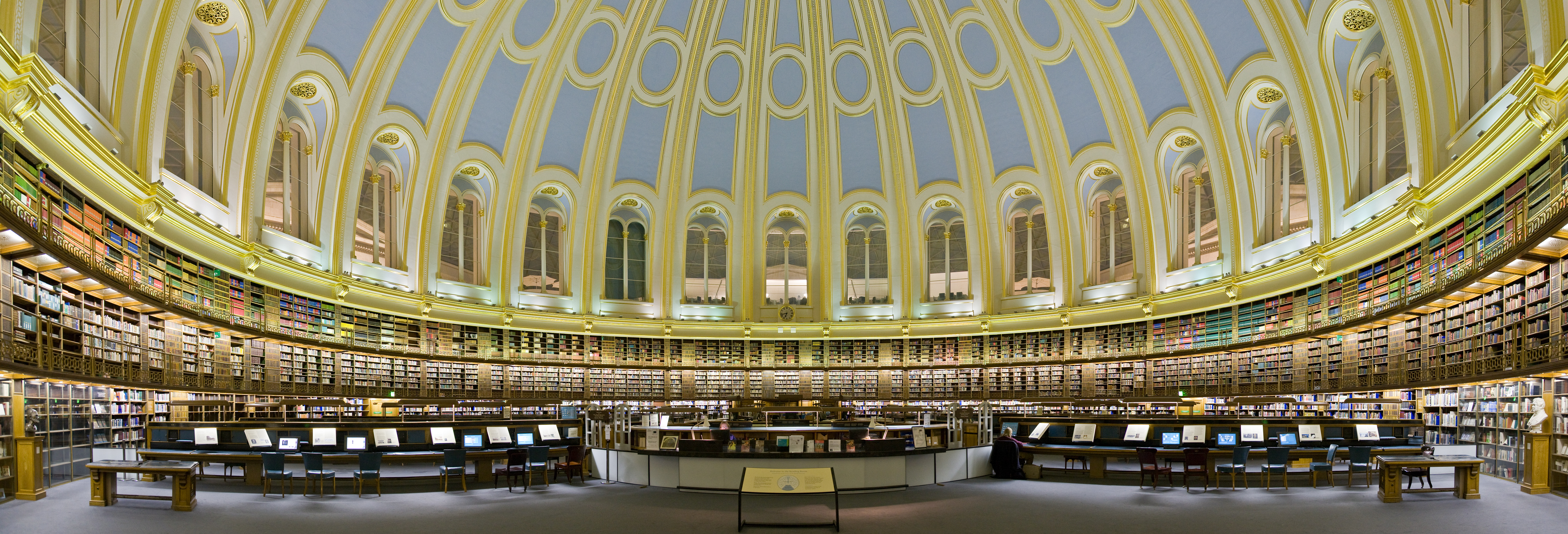
Panorama de la sala de lectura circular.

L'italià Anthony Panizzi, bibliotecari, és sovint conegut amb el sobrenom de segon fundador del museu. Sota la seva supervisió, la Biblioteca del museu (actualment la Biblioteca Britànica) es va quintuplicar en grandària i es va convertir en una institució ben organitzada, digna de ser anomenada una biblioteca nacional, la biblioteca més gran del món després de la Biblioteca Nacional de París.
Fins a mitjans del segle xix, les col·leccions del museu se circumscrivien relativament; però, el 1851, amb el nomenament d'August Wollaston Franks per tenir cura de les col·leccions, el museu va començar per primera vegada a recollir les antiguitats medievals britàniques i europees, i de la prehistòria, ramificant el discurs a Àsia i diversificant les seves tinences d'etnografia. Es van continuar les excavacions als països d'origen i John Turtle Wood va descobrir les restes del Temple d'Àrtemis a Efes, una altra de les Set Meravelles del Món Antic.

### Beques i llegats (1875-1900)
Amb el trasllat de les col·leccions d'història natural i la finalització de la construcció d'una nova ala el 1884 (que donava al carrer Montague), el museu tenia més espai disponible per a les antiguitats, l'etnografia i la biblioteca. Va ser una època d'innovació i es va introduir l'enllumenat elèctric a la sala de lectura i a les sales d'exposicions. El 1882, el museu va participar en la creació d'una societat independent, el Fons d'Exploració d'Egipte, el primer organisme britànic per a dur a terme investigacions a Egipte. Un llegat d'Emma Turner va permetre el 1892 les excavacions a Xipre. El 1897, la mort del gran col·leccionista i curador August Wollaston Franks va anar acompanyada d'un immens llegat de 3.300 anells, 153 gots, 512 peces de porcellana continental, netsukes, 850 inros, més de 30.000 ex-libris i articles diversos de joieria, entre aquests, el tresor de l'Oxus.
El 1898, Ferdinand James von Rothschild va llegar el contingut de la sala de fumadors que tenia a Waddesdon Manor. Aquesta col·lecció estava composta per gairebé 300 obres d'art, incloent-hi peces de joieria, orfebreria, esmalt, talles, vidre i majòlica, en la tradició d'un Schatzkammer, o cambres dels tresors, com els formats pel prínceps del Renaixement europeu. El baró va ser molt específic en el seu llegat i va establir unes condicions específiques per fer la donació.

### Nou segle, nou edifici (1900-1925)

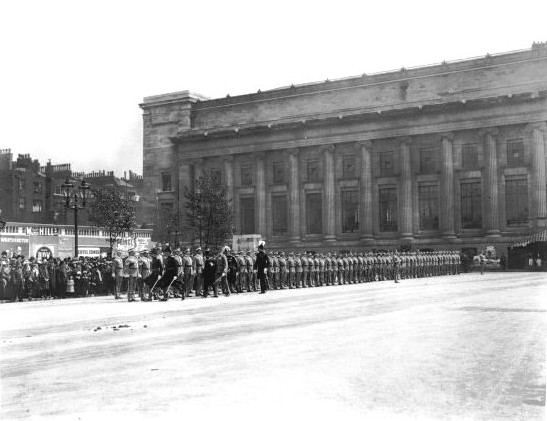
Inauguració de l'Ala Blanca, Galeries d'Eduard VII (1914).

En els últims anys del segle xix, la col·lecció del Museu Britànic s'havia incrementat tant que l'edifici del museu es quedava petit. El 1895, els fideïcomissaris van comprar les 69 cases dels voltants del Museu amb la intenció de demolir-les i crear ales a l'oest, nord i est del museu. La primera etapa va ser la construcció de l'ala nord, que es va iniciar el 1906.
Al mateix temps, les col·leccions es van mantenir en creixement, gràcies a les expedicions d'Emily Torday a l'Àfrica central, Aurel Stein a l'Àsia central, D. G. Hogarth, Leonard Woolley i T. E. Lawrence a Karkemish. El 1918, a causa de l'amenaça dels bombardejos durant la guerra, alguns objectes van ser evacuats mitjançant un tren postal del metro a Holborn, la Biblioteca Nacional de Gal·les i a una casa de camp a prop de Malvern (Anglaterra) . Un cop finalitzada la guerra i retornades les caixes, es va observar que algunes peces s'havien fet malbé i, el maig del 1920, se'n va crear un laboratori de conservació temporal, que més endavant, el 1931, es convertiria en un servei permanent. El 1923, el Museu Britànic va rebre per primer cop més d'un milió de visitants en un any.

### La interrupció i la reconstrucció (1925-1950)
Es van construir entrepisos i es van reconstruir prestatgeries de llibres en un intent de fer front a l'allau de llibres. El 1931, el marxant d'art sir Joseph Duveen va oferir els fons necessaris per construir una galeria per a les escultures del Partenó. Fou dissenyada per l'arquitecte nord-americà John Russell Pope i es va acabar el 1938. L'aspecte de les noves sales d'exposició va començar a canviar a mesura que els vermells foscos típics de l'etapa victoriana van donar pas a uns tons de pastís més d'acord amb les tendències del moment.
L'agost del 1939, a causa de la imminència de la guerra i la probabilitat dels atacs aeris a les escultures del Partenó, la majoria d'objectes més valorats del museu van ser dispersats per diferents soterranis, cases de camp, a l'estació de metro d'Aldwych, la Biblioteca Nacional de Gal·les i fins i tot en una pedrera, per garantir-ne la seguretat. L'evacuació va ser oportuna, ja que el 1940 la galeria Duveen va ser severament malmesa pels bombardejos.
Tot i això, el museu va seguir recollint objectes de tots els països i segles: entre les novetats més espectaculars, el tresor mesopotàmic d'Ur, d'aproximadament el 2600 aC, descobert durant les excavacions que Leonard Woolley va dur a terme entre 1922 i 1934. També es va trobar una vaixella de plata romana de finals del Mildenhall a Suffolk, el 1946. Els anys immediatament posteriors a la finalització de la guerra es van dedicar a retornar les peces als seus llocs originals i a restaurar-les. Així mateix, es va començar la restauració de la danyada Galeria Duveen.

### Una nova cara pública (1950-1975)

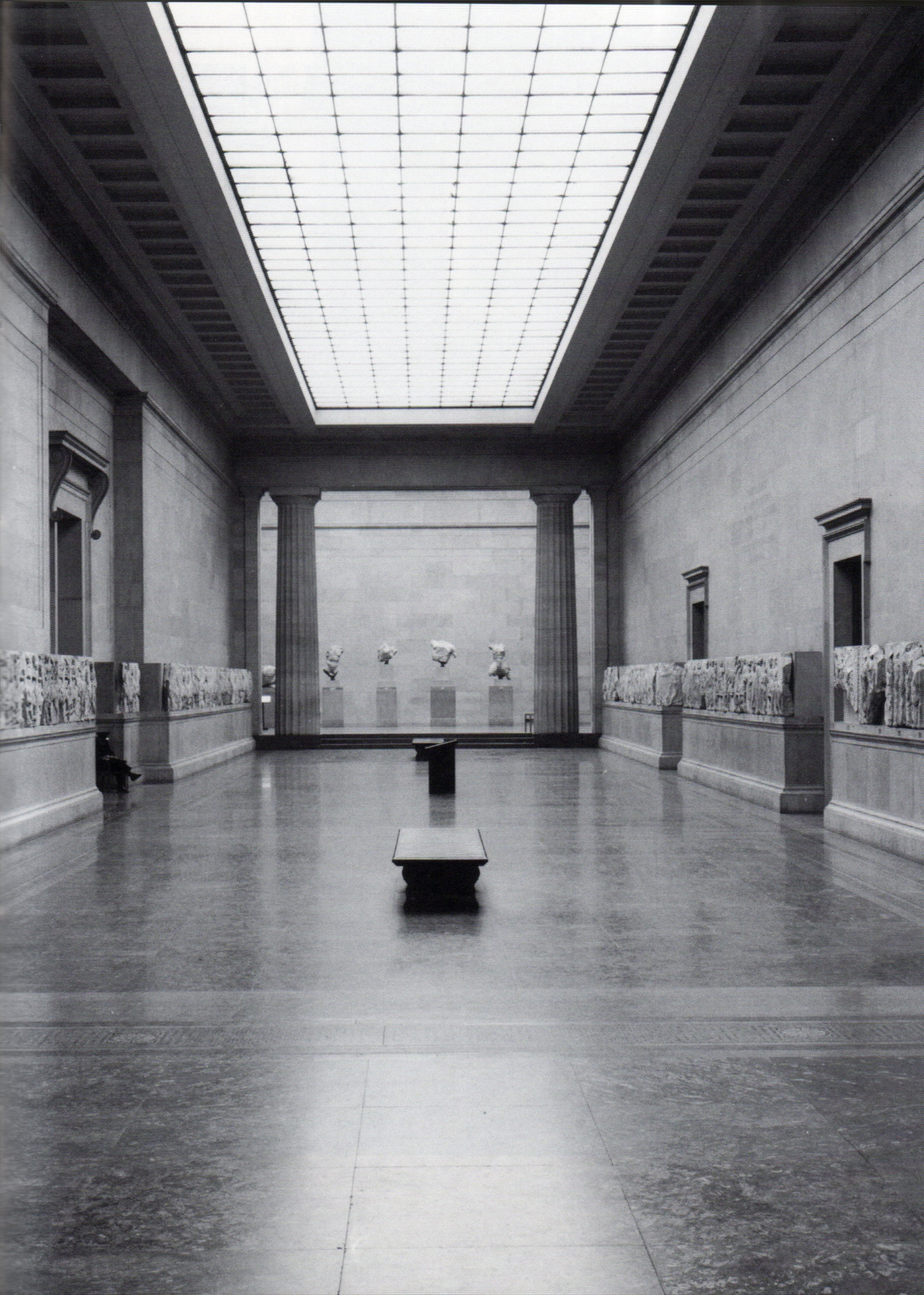
La reobertura de la Galeria Duveen el 1980.

El 1953, el museu va celebrar el seu bicentenari. Molts canvis van seguir a aquesta celebració: El 1968, es va crear una Associació d'Amics del Museu Britànic; dos anys després, un Servei d'Educació i una editorial pròpia el 1973. El 1963, una nova llei del Parlament hi va introduir reformes administratives. Es va fer més fàcil prestar-ne objectes, la Constitució de la Junta de Síndics va canviar i el Museu d'Història Natural va esdevenir completament independent.
El 1959, es va reobrir el gabinet de monedes, que havia quedat totalment destruït durant la guerra. El 1962, la galeria Duveen es va restablir i les escultures del Partenó van ser novament reubicades, una vegada més al bell mig del museu.
A la dècada del 1970, el museu va continuar expandint-se. Es van introduir més serveis per al públic i el nombre de visitants es va disparar, sobretot amb l'exposició temporal Tresors de Tutankamon, que el 1972 va atreure 1.694.117 visitants, l'exposició més reeixida fins al moment. El mateix any, una llei del Parlament va separar la Biblioteca Britànica dels manuscrits i llibres impresos des del Museu Britànic. Un dels problemes d'aquell moment era trobar espai per a les addicions a la biblioteca, que suposava 1,25 milles de prestatgeries cada any. El govern va proposar un lloc a Sant Pancras per a la nova biblioteca, però els llibres no van sortir del museu fins al 1997.

### El gran pati (1975-2000)

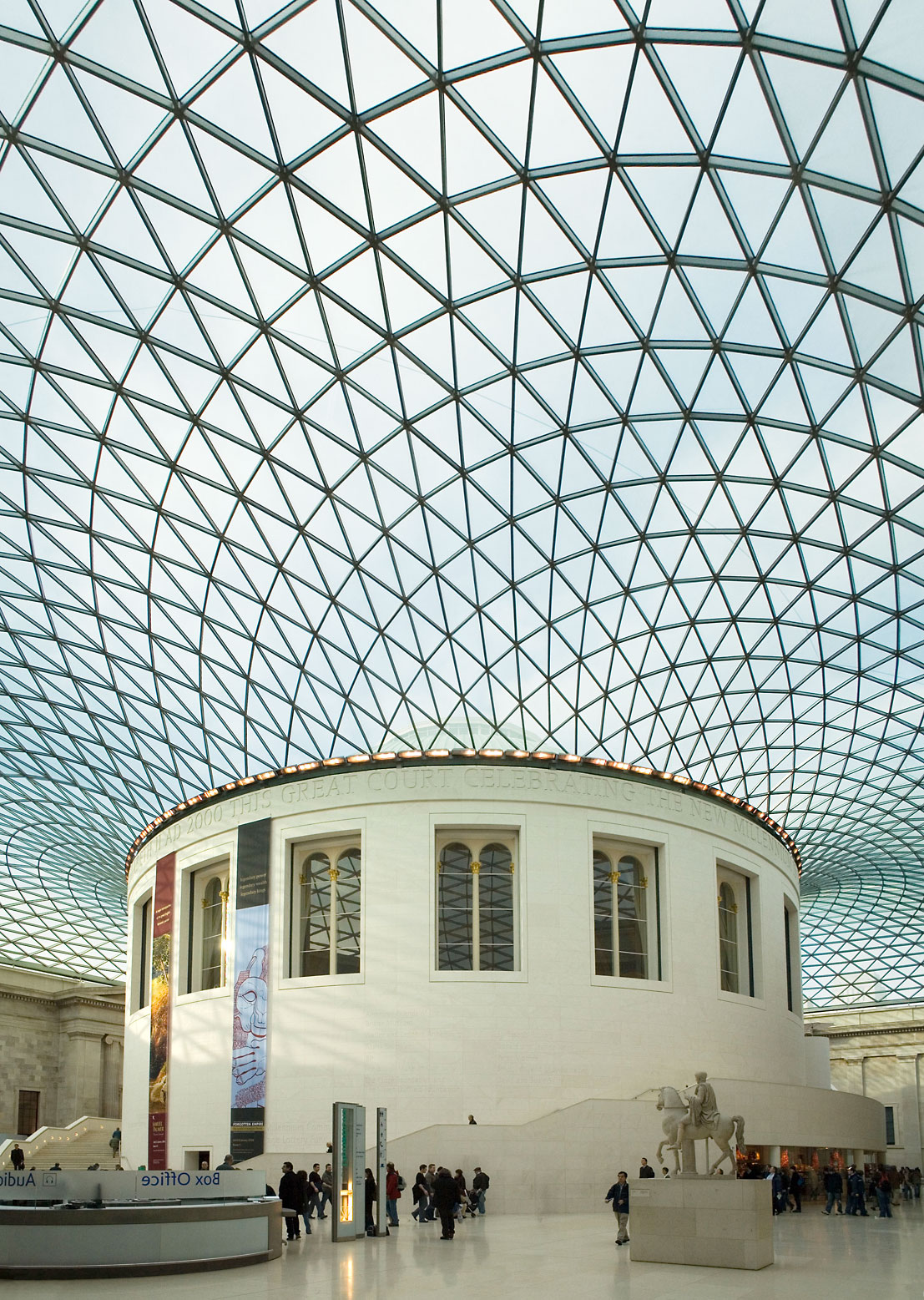
La part central del museu va ser remodelada l'any 2000, amb un sostre de vidre tessel·lat dissenyat per Foster and Partners que envolta la sala de lectura original del museu.

Gràcies a la sortida de la Biblioteca Nacional, es va crear l'oportunitat de reurbanitzar l'espai central dissenyat el segle xix per Robert Smirke, i convertir-lo en el Great Court, el gran pati, en anglès -el quadrat cobert més gran d'Europa-, que va obrir l'any 2000.
Les col·leccions d'etnografia, que havien estat allotjades al Museu de la Humanitat, als Jardins Burlington des del 1970, van ser retornades a les noves galeries construïdes.
El museu va reajustar de nou les seves polítiques expositives pel que feia a objectes moderns: gravats, dibuixos, medalles i arts decoratives. Va continuar amb el treball de camp etnogràfic, que es va dur a terme en llocs tan diversos com Nova Guinea, Madagascar, Romania, Guatemala i Indonèsia i va haver-hi excavacions al Pròxim Orient, Egipte, Sudan i al mateix Regne Unit. El 1997, es va inaugurar la galeria de la família Weston, que mostra una sèrie de tresors recentment descoberts, que demostren la riquesa del que havia estat fins al moment considerat com una part poc important de l'Imperi romà.
El museu va incrementar cada vegada més el percentatge de participació de fons privats per a possibilitar-ne la construcció, les adquisicions i altres fins.

### El museu actual

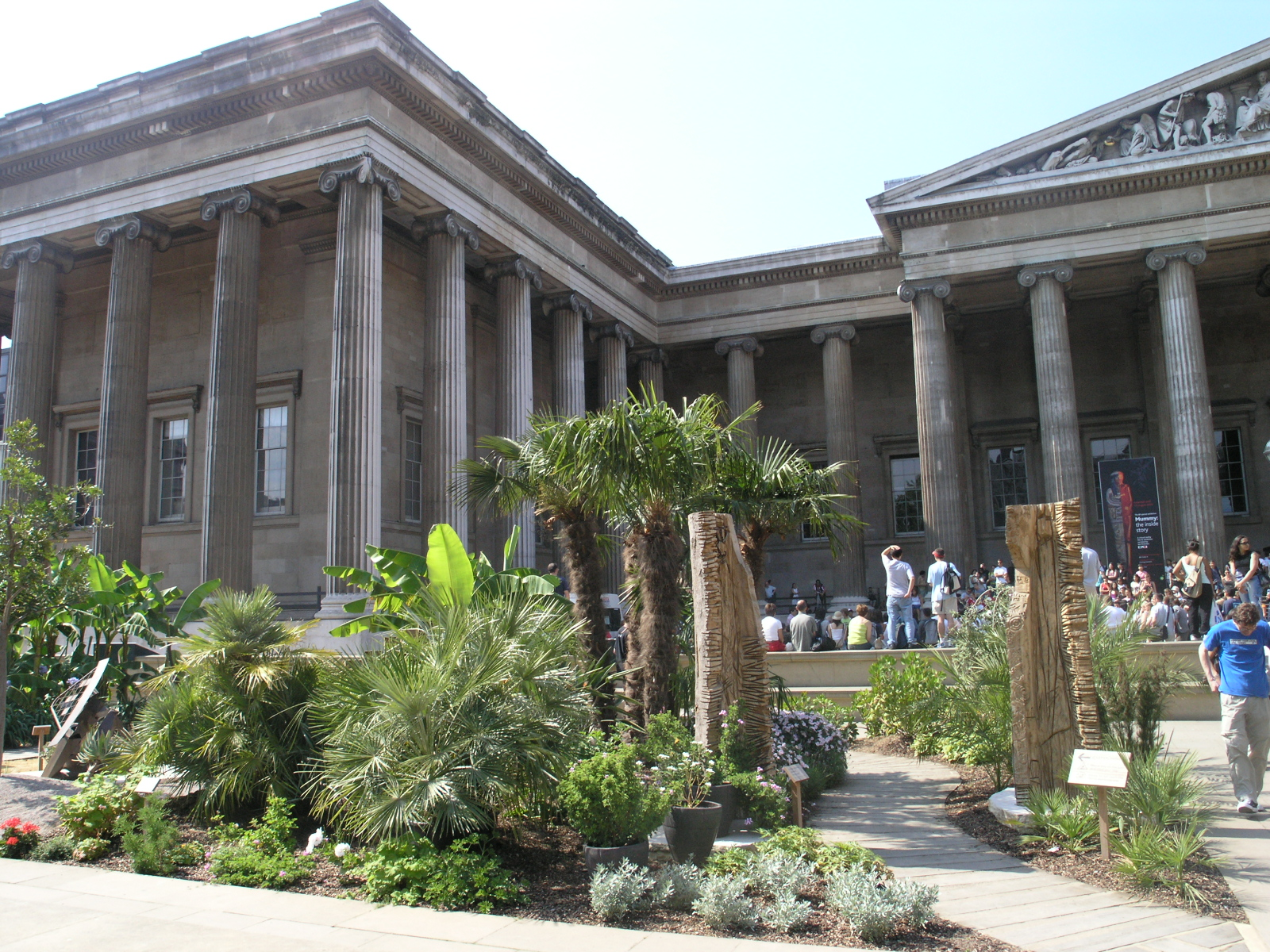
Jardí d'Àfrica -façana del Museu Britànic- creat pel programa Ground Force de la BBC.

El museu va ser fundat fa 250 anys com una enciclopèdia de la naturalesa i de l'art. Avui en dia, ja no disposa de les col·leccions d'història natural, i els llibres i manuscrits que alguna vegada va tenir ara formen part de la Biblioteca Britànica. El museu conserva, però, la universalitat de les seves col·leccions d'objectes representatius de les diferents cultures del món, antic i modern.
La col·lecció original del 1753 ha crescut en més de tretze milions d'objectes al Museu Britànic, 70 milions al Museu d'Història Natural i 150 milions a la Biblioteca Britànica.
La sala Rodona de lectura, dissenyada per l'arquitecte Sydney Smirke, va ser inaugurada el 1857. Durant gairebé 150 anys, va ser un lloc freqüentat per investigadors. Va tancar el 1997, quan la Biblioteca Nacional es va traslladar al nou edifici.
El gran pati va ser inaugurat l'any 2000 i va millorar molt notablement la circulació al voltant del museu, tot i que va ser criticat per no disposar d'un espai expositiu, en un moment en què el museu estava en greus dificultats financeres i moltes galeries estaven tancades al públic. Al mateix temps, es va habilitar una nova galeria, finançada per la família Sainsbury, a l'ala nord per als països d'Àfrica i les col·leccions d'Oceania, que havien estat allotjades temporalment en 6 jardins de Burlington.

## Govern
Tècnicament, el Museu Britànic és un cos públic no departamental, subvencionat pel Departament de cultura, mitjans de comunicació i esport del Govern Britànic a través d'un acord de finançament de tres anys. El màxim càrrec del museu és el director. Inicialment, la figura del cap que dirigia el Museu Britànic era nomenada bibliotecari principal, quan les col·leccions de llibres encara formaven part del museu, una figura que va ser reanomenada director i bibliotecari principal, el 1898, i posteriorment, amb la separació de la Biblioteca Britànica el 1973, pel nom de director actual.

## L'edifici

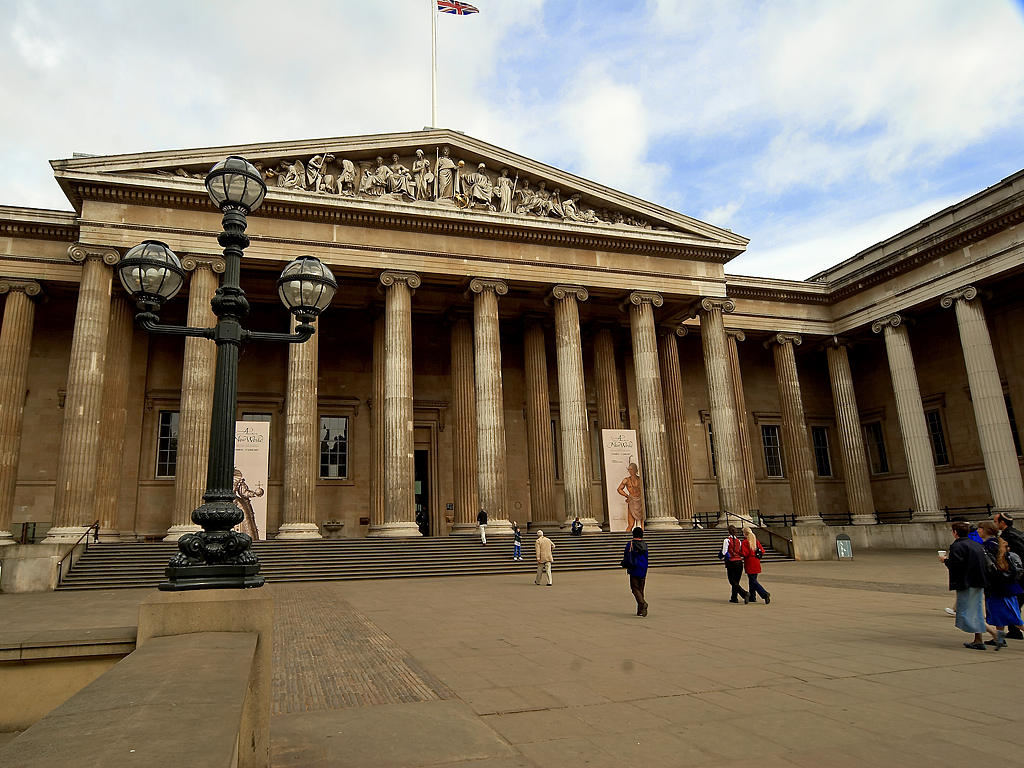
L'entrada al museu.

La façana que dona a Great Russell Street és d'inspiració grega. És un edifici de sir Robert Smirke, amb 44 columnes jòniques de 14 metres d'alçada, basades rigorosament en les del temple d'Atena a Priene, a l'Àsia Menor. El frontó sobre l'entrada principal està decorat amb escultures de sir Richard Westmacott, que representen El progrés de la civilització. Fou instal·lat el 1852 i consisteix en quinze figures al·legòriques.

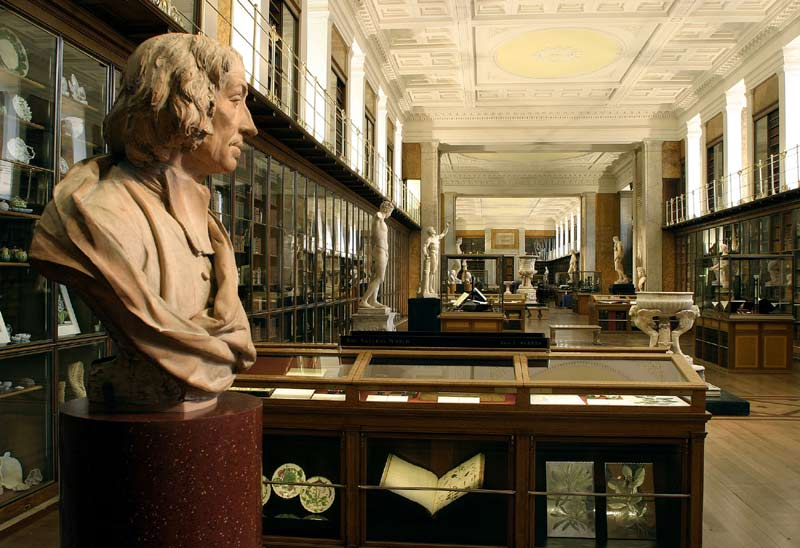
La Biblioteca Reial.

La construcció de l'edifici va començar al voltant del pati amb l'ala est (col·lecció de la Biblioteca Reial) entre 1823 i 1828, seguit per l'ala nord entre 1833 i 1838, que originalment tenia, entre altres galeries, una sala de lectura, ara la zona de benvinguda.
Entre 1826 i 1831, també es va treballar en la meitat nord de l'ala oest (la galeria d'escultures egípcies). El 1842, es va enderrocar la Montagu House per fer espai a la part final de l'ala oest, acabada el 1846, i per l'ala sud, amb la seva gran columnata, que es va iniciar el 1843 i acabar el 1847, quan el vestíbul i l'escala principal es van obrir al públic. La façana del museu té un revestiment de pedra de Portland, però els murs perimetrals i altres parts de l'edifici van ser construïts utilitzant granit Haytor de Dartmoor, a South Devon.
El 1846, Robert Smirke va ser substituït com a arquitecte del museu pel seu germà Sydney Smirke. El treball d'aquest es va centrar principalment en la sala Rodona de lectura, de 43 m de diàmetre, que va esdevenir llavors la segona cúpula més ampla del món, després del Panteó de Roma. La següent gran aportació fou de l'arquitecte sir John Taylor, qui va construir l'ala Blanca entre 1882 i 1884, afegint-la per darrere de l'extrem oriental de la façana sud.

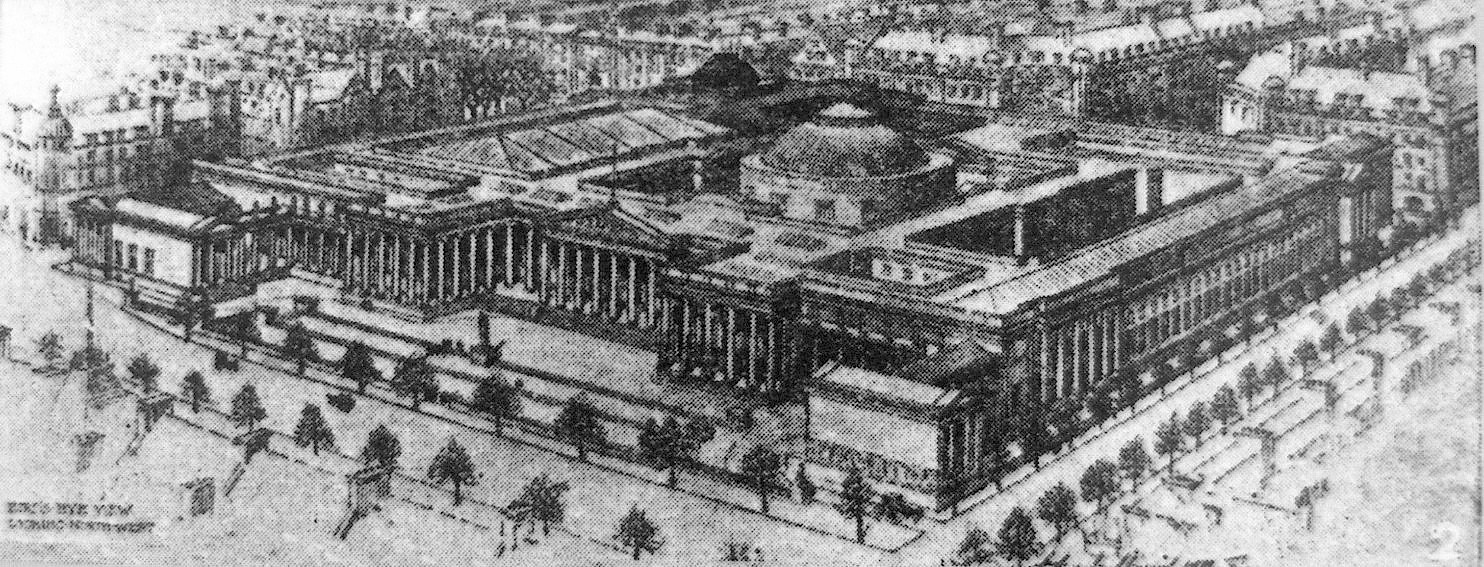
Proposta d'ampliació del Museu Britànic, del 1906.

El 1895, el Parlament va emetre als fideïcomissaris del museu un préstec de 200.000 lliures esterlines per comprar-li al duc de Bedford les 69 cases que hi havia als cinc carrers dels voltants del museu -Great Russell Street, el carrer Montague, Montague Place, Bedford Square i Bloomsbury Street. El Patronat preveia la demolició d'aquestes cases i la construcció de noves galeries a la zona oest, nord i est del museu. Se li va demanar a l'arquitecte sir John James Burnet que presentés un projecte a llarg termini per ampliar l'edifici per les tres parts. La majoria de les cases de Montague Place es van enderrocar en els anys posteriors a la venda. Del pla inicial de Burnet, només es van dur a terme les galeries d'Eduard VII, que es van construir entre 1906 i 1914. Actualment, contenen les col·leccions de gravats, dibuixos i antiguitats orientals. No hi havia prou diners per edificar-hi més edificis nous, de manera que ni tan sols es van arribar a enderrocar la resta de cases comprades.
L'arquitecte John Russell Pope va dissenyar la galeria Duveen per albergar els marbres d'Elgin. Tot i que va acabar l'obra el 1938, una bomba va destrossar-la el 1940 i va romandre semiabandonada durant 22 anys, abans de reobrir-se el 1962. Altres àrees danyades durant els bombardejos de la guerra mundial van ser les galeries d'Eduard VII, la biblioteca reial i la cúpula de la sala Rodona de lectura, entre d'altres

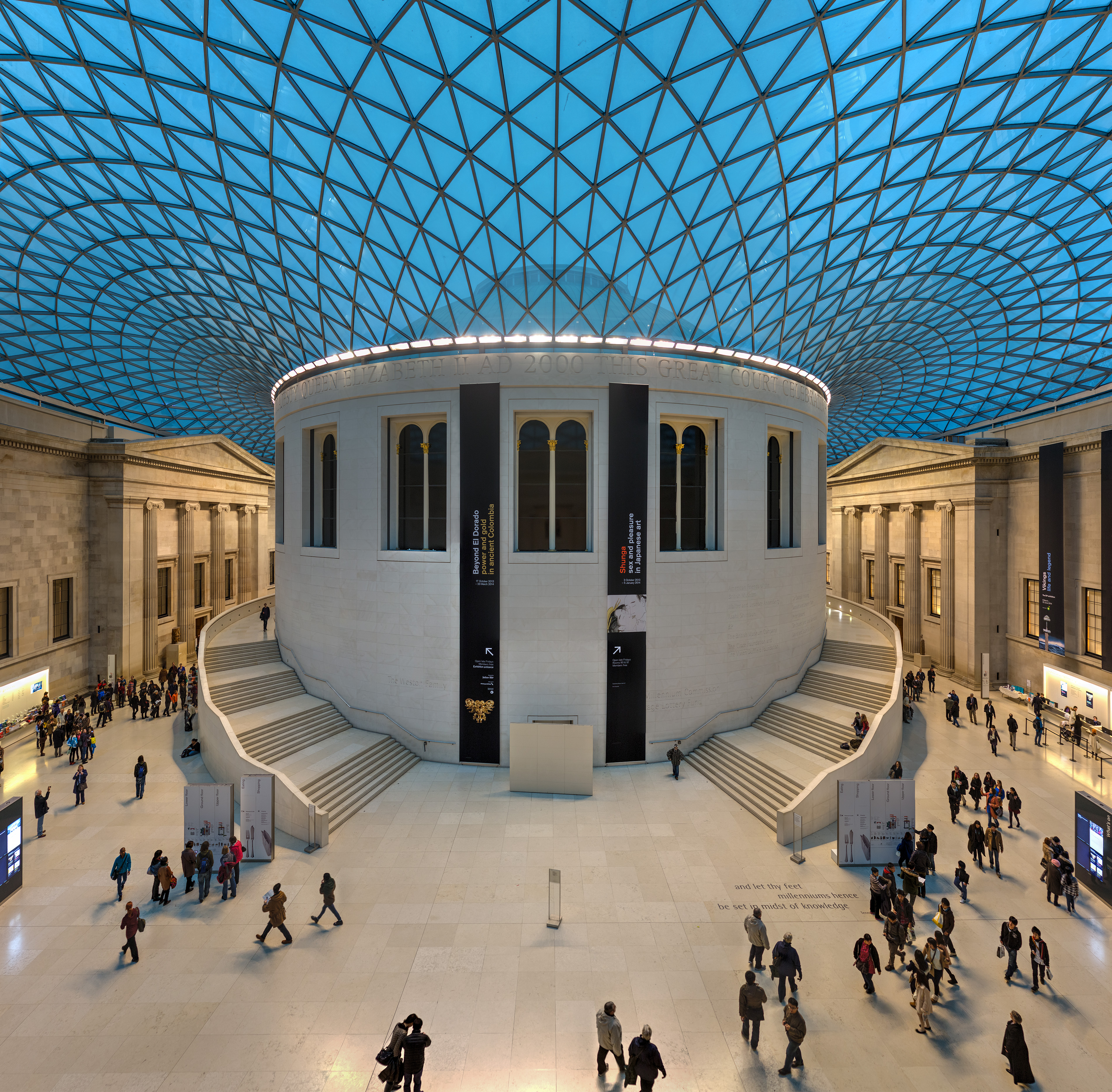
Great Court.

El Great Court és una plaça coberta al centre del Museu Britànic, dissenyada pels enginyers de Buro Happold i els arquitectes Foster i Partners Va obrir-ne les portes el desembre de l'any 2000 i és la plaça coberta més gran d'Europa. El sostre és una construcció en vidre i acer amb 1.656 plafons de vidre de forma única. Al centre del gran atri, hi ha la sala de lectura, oberta a qualsevol membre del públic que desitgi llegir allà.
Avui en dia, el Museu Britànic ha crescut fins a esdevenir un dels museus més grans del món, cobrint una àrea de més de 75.000 m² de superfície d'exposició, que mostra al voltant de 50.000 articles de la seva col·lecció. Hi ha prop de cent galeries obertes al públic, tot i que les menys populars han restringit els horaris d'obertura. No obstant això, la manca d'un espai per a exposicions temporals grans ha portat a la projecció del World Conservation and Exhibition Centre, un futur centre de conservació on es concentraran totes les instal·lacions de conservació en un sol centre. Aquest projecte va ser anunciat el juliol del 2007, amb els arquitectes Rogers Stirka Harbour and Partners. Se li va concedir el permís de planificació el desembre de 2009 i s'espera que estigui enllestit el 2013.

## Departaments

### Departament de l'antic Egipte i Sudan

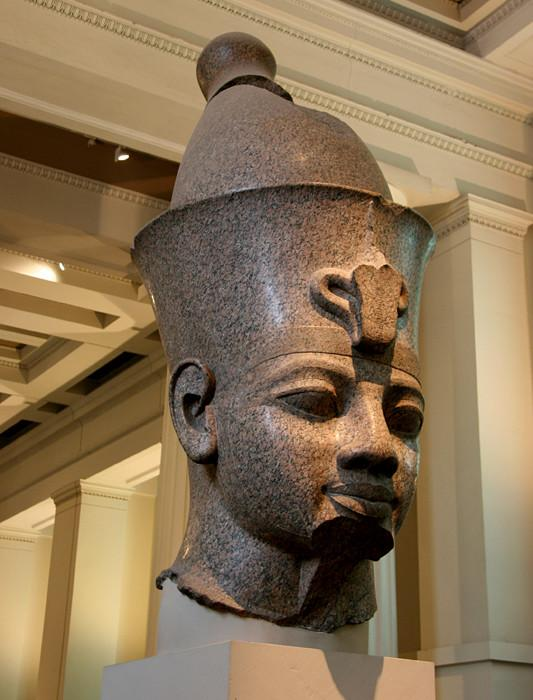
El Museu Britànic, Sala 4: colossal cap de granit d'Amenhotep III (1350 aC).

El museu conserva la col·lecció d'art de l'antic Egipte més gran del món després de la del Museu d'Antiguitats Egípcies del Caire. És una col·lecció de gran importància per la seva mida i qualitat, que inclou objectes de tots els períodes i de pràcticament tots els llocs d'importància de l'antic Egipte i del Sudan. En conjunt, il·lustren tots els aspectes de les cultures de la vall del Nil (incloent-hi Núbia), de l'Egipte Predinàstic neolític (c. 10.000 BC) a través de l'Església ortodoxa copta d'Alexandria fins al segle, un lapse de temps més d'11.000 anys.

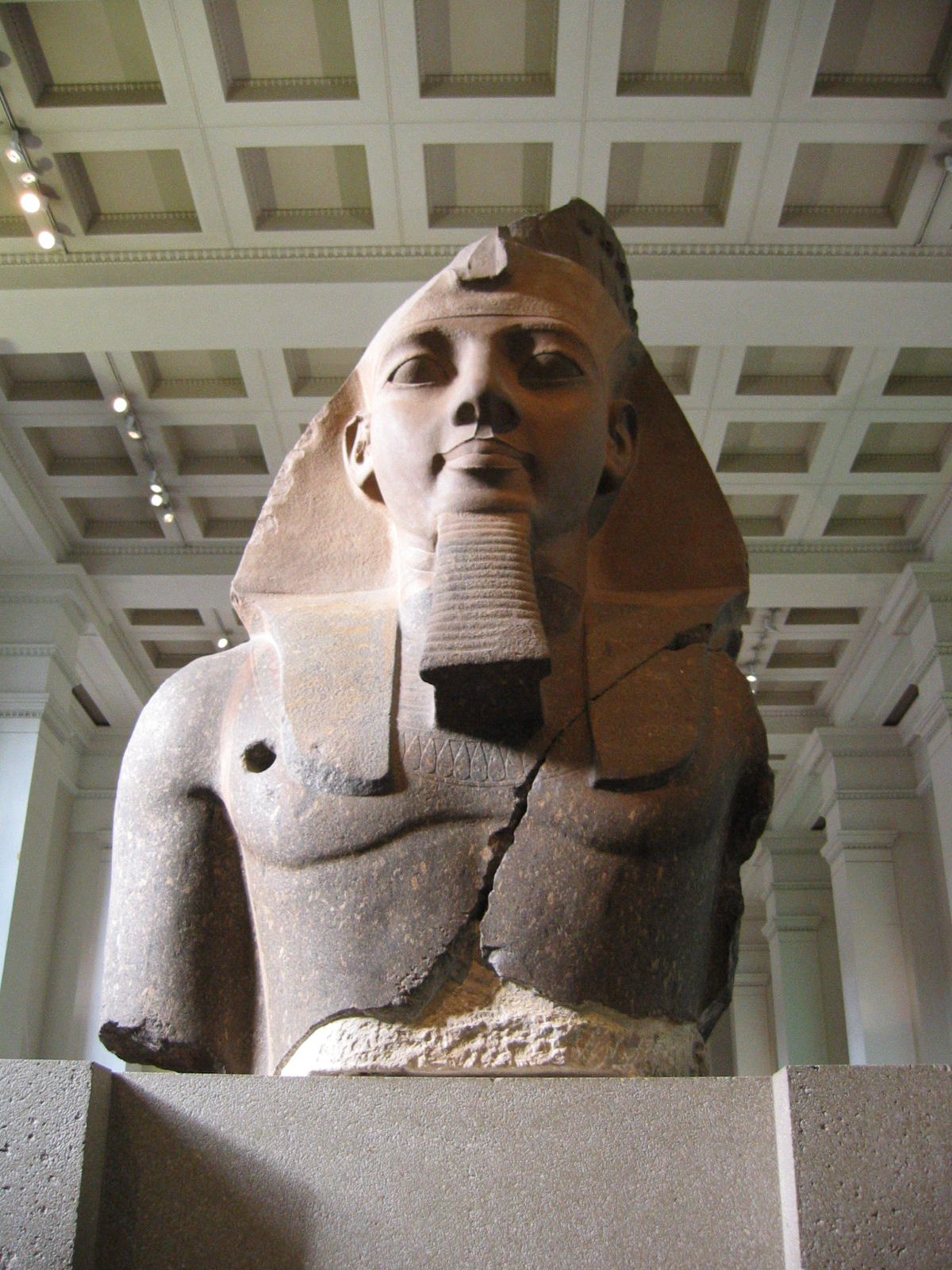
El Museu Britànic, Sala 4: bust colossal de Ramsès II (1250 aC).

Antiguitats de l'antic Egipte han format part de la col·lecció del Museu Britànic des de la seva fundació, el 1753, després de rebre 160 objectes egipcis de sir Hans Sloane. Després de la derrota dels francesos en la batalla del Nil, el 1801, les antiguitats egípcies aconseguides van ser confiscades per l'exèrcit britànic i presentades al Museu Britànic, el 1803. Aquestes obres, que incloïen la famosa pedra de Rosetta, van ser el primer grup important d'escultures de grans dimensions adquirides pel museu. A partir de llavors, el Regne Unit va nomenar l'egiptòleg Henry Salt cònsol general a Egipte, qui va amassar-ne una gran col·lecció d'antiguitats. La majoria de les antiguitats de Salt van ser adquirides pel Museu Britànic i el Museu del Louvre. El 1866, la col·lecció constava d'uns 10.000 objectes.
Van començar a arribar antiguitats provinents de les mateixes excavacions del museu a finals del segle xix com a resultat de la tasca de la Societat d'Exploració d'Egipte. La col·lecció es va situar en 57.000 objectes el 1924. El suport actiu del museu a les excavacions arqueològiques a Egipte va aconseguir l'adquisició d'útils al llarg del segle xx fins que canvis en les lleis d'Egipte van portar a la suspensió de polítiques que en permetessin l'exportació. La mida de les col·leccions egípcies s'ubica actualment en més de 110.000 objectes.
A la tardor de 2001, la col·lecció permanent del museu es va ampliar encara més mitjançant l'addició de la col·lecció Wendorf. Aquests objectes van ser donats pel professor Fred Wendorf de la Universitat Metodista del Sud de Texas, i comprenen la col·lecció completa d'objectes i restes del medi ambient de les seves excavacions entre 1963 i 1997.
Les set galeries permanents d'Egipte al Museu Britànic, que inclouen l'espai expositiu més gran, mostren només el 4% dels seus fons d'Egipte. Les galeries del segon pis tenen una selecció de la col·lecció del museu de 140 mòmies i els seus taüts, la col·lecció més gran fora del Museu d'Antiguitats Egípcies del Caire. Una gran part de la col·lecció prové de tombes o contextos associats amb el culte dels morts.
Algunes de les peces destacades d'aquesta secció són:
| - La pedra de Rosetta (196 aC) - Estàtua calcària d'un home i una dona (1300 aC) - Bust colossal de Ramsès II, el Jove Memnon (1250 aC) - El cap colossal de granit d'Amenhotep III (1350 aC) - Cap colossal d'una estàtua d'Amenhotep III (1350 aC) - Bust de pedra calcària colossal d'Amenhotep III (1350 aC) - Fragment de la barba de la Gran Esfinx (1300 aC) - Mòmia de Gebbelein del 3300 aC | - Llista dels reis d'Egipte des de l'Abidos (1250 aC) - Porta calcària falsa de Ptahshepses (2380 aC) - Estàtua de granit de Senusret III (1850 aC) - Mòmia de Cleòpatra a partir de Tebes (100 dC) - Cartes d'Amarna - Obelisc del faraó Nectabeu II (360-343 aC) |  |

### Departament d'antiguitats gregues i romanes

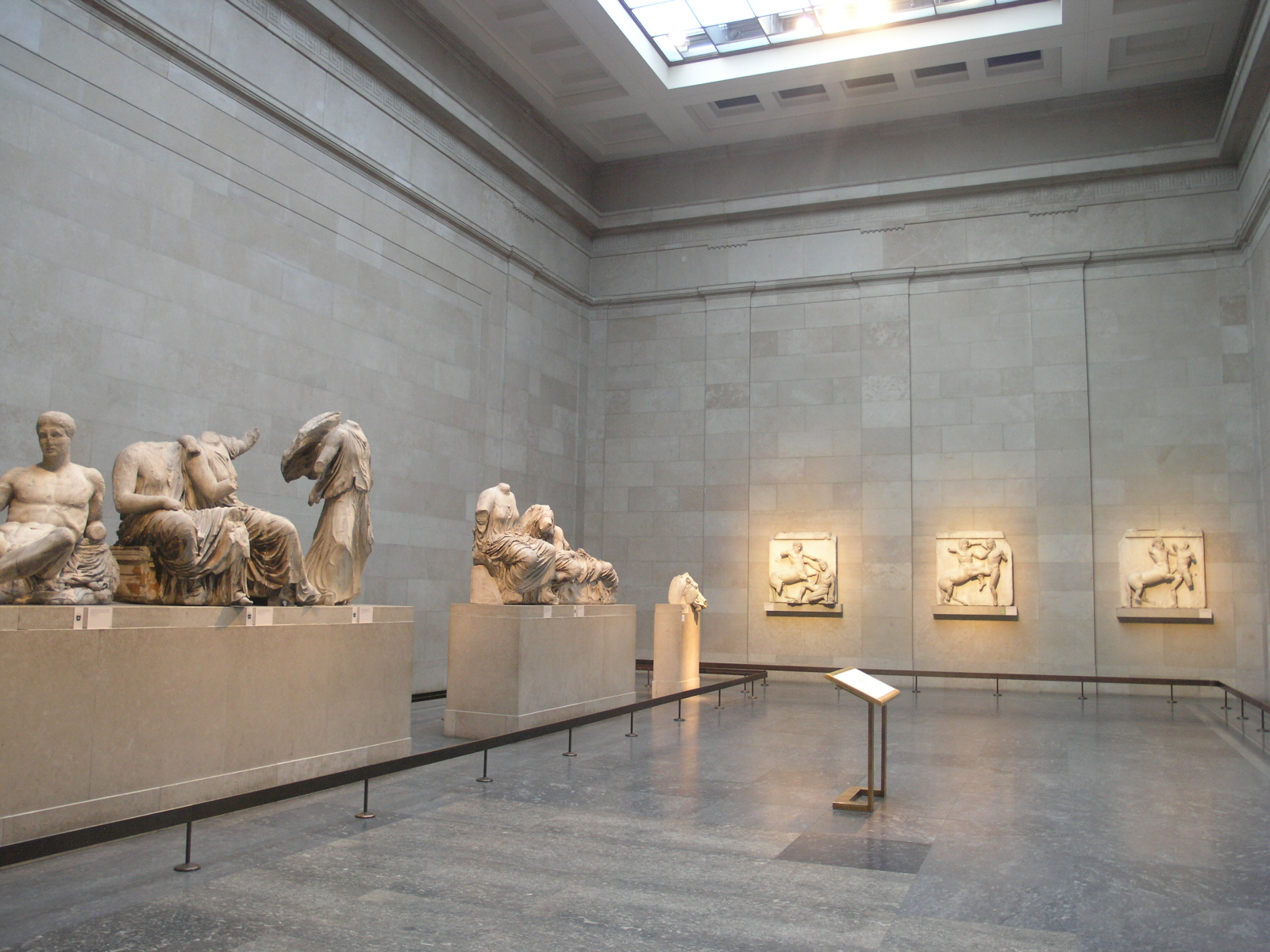
La Sala 18 del Museu Britànic: marbres d'Elgin (447-438 aC).

El Departament d'antiguitats de l'antiga Grècia i l'Imperi Romà del Museu Britànic té una de les col·leccions més grans i completes del món de les antiguitats de la món clàssic, amb més de 100.000 objectes. En la seva majoria, daten dels inicis de l'edat del bronze (al voltant de 3200 AC) fins al regnat de l'emperador romà Constantí I el Gran, en el segle quart dC.
Les cultures cíclades, minoica i micènica hi estan representades, i la col·lecció grega inclou escultures importants del Partenó d'Atenes, així com elements de dos de les set meravelles del Món Antic, el mausoleu de Mausol i del temple d'Àrtemis a Efes.
També hi ha una de les col·leccions més àmplies dels pobles etruscs, i grups amplis de material procedent de Xipre. Les col·leccions de joies antigues i bronzes, vasos grecs i vidres romans i plata són d'especial importància.

### Departament de l'Orient Mitjà

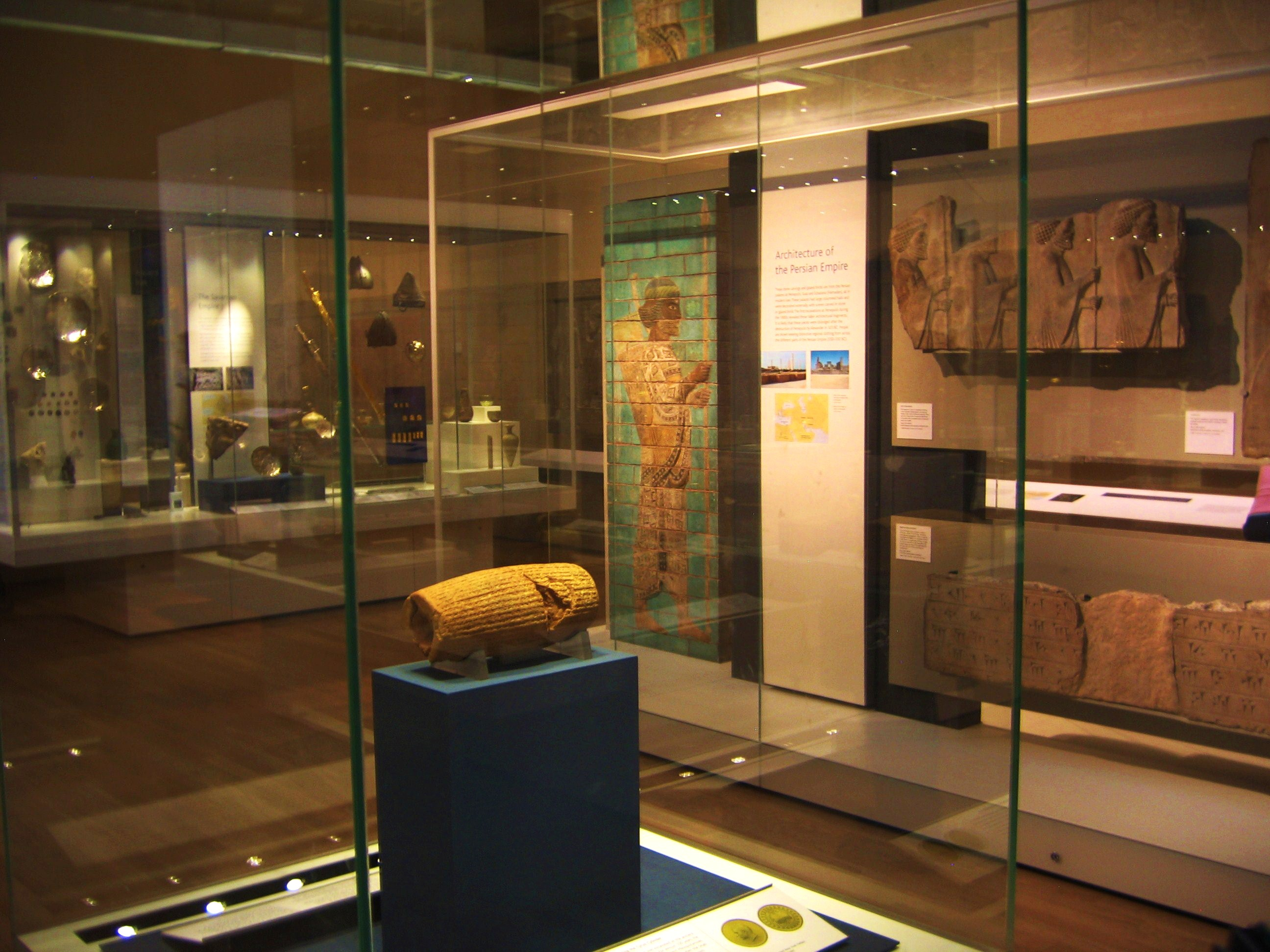
Cilindre Cyrus: és considerat per molts com la primera carta dels drets humans documentada del món.

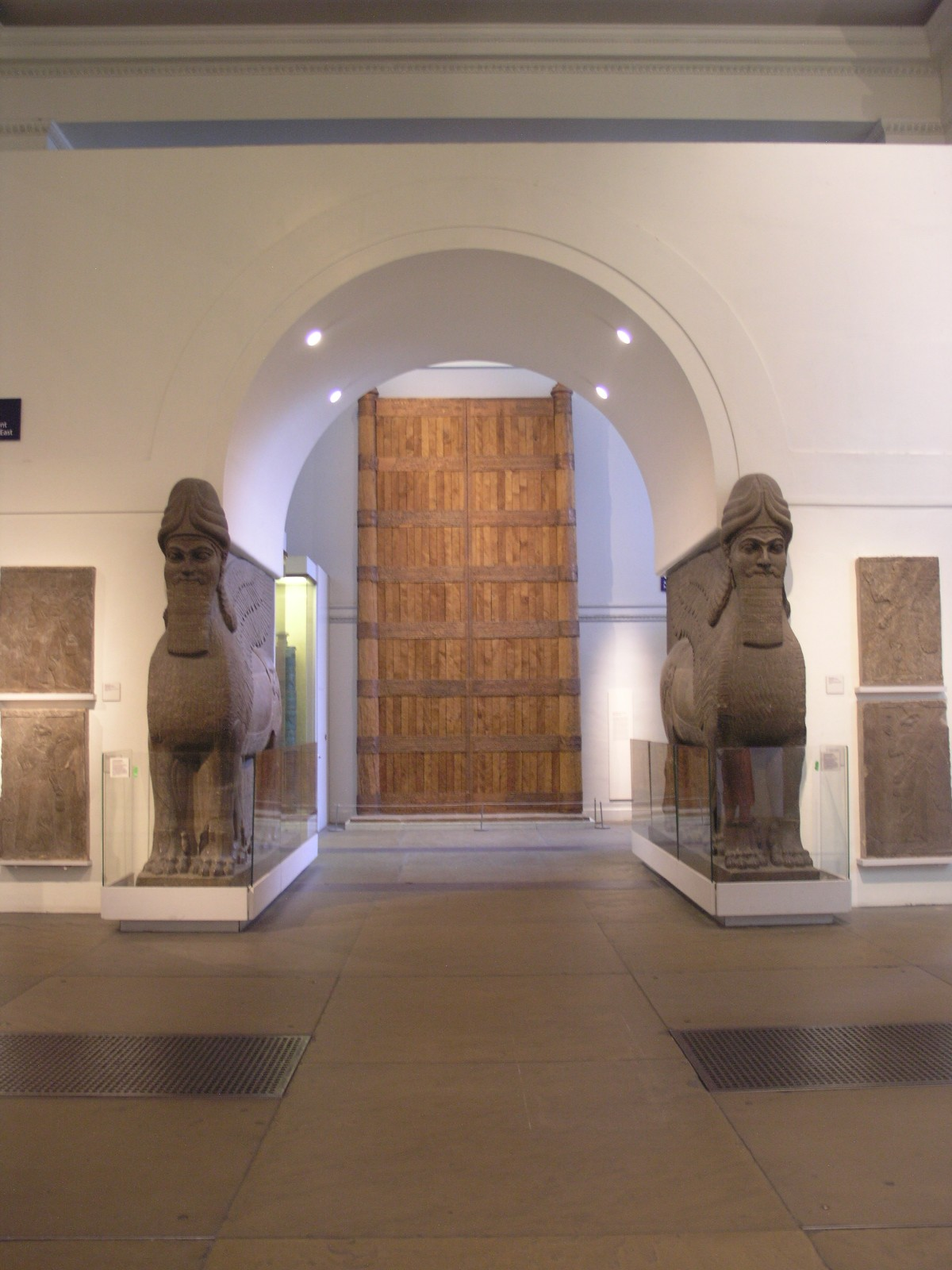
Sala 6: Parell de lamassu i franquícies Nimrud amb les portes del Balawat.

Inicialment conegut com el Departament de l'Antic Pròxim Orient, el departament es va convertir recentment en el Departament de l'Orient Mitjà, quan les col·leccions del món islàmic van ser traslladades des del Departament d'Àsia a aquest departament.
Amb aproximadament 330.000 objectes en la col·lecció, el Museu Britànic alberga la major quantitat d'antiguitats de Mesopotàmia fora d'Iraq. Les explotacions d'Assíria, Babilònia i Sumèria estan entre les més completes del món.
Les col·leccions representen les civilitzacions de l'antic Pròxim Orient i les seves zones adjacents. Aquestes inclouen Mesopotàmia, Pèrsia, la Península Aràbiga, Anatòlia, el Caucas, parts de l'Àsia central, Síria, Palestina i Fenícia a l'oest del mar Mediterrani en el període prehistòric fins a principis de l'islam en el segle setè. La col·lecció inclou sis icones lamassu de Nimrud i Khorsabad. També té baixos relleus, inclòs el famós Royal Lion Hunt de la sala 10, que es van trobar als palaus dels reis assiris, a Nimrud i Nínive.
Els primers objectes de Mesopotàmia van entrar en les col·leccions del museu el 1772 provinents de William Douglas Hamilton. El museu va adquirir també, en aquesta primerenca data, una sèrie d'escultures de Persèpolis. Una ampliació considerable de la col·lecció es va produir el 1825, amb la inclusió de peces de Claudius James Rich. La col·lecció va ser ampliada considerablement per les excavacions d'Austen Henry Layard a Nimrud i Nínive entre 1845 i 1851.
A Nimrud, Layard va descobrir un palau d'Assurbanipal II, així com tres altres palaus i temples diferents. També va obrir les portes del Palau de Sennaquerib a Nínive amb no menys de setanta-una sales. Com a resultat, un gran nombre de lamassu, baixos relleus, esteles, inclòs l'Obelisc Negre de Salmanasar III, van ser portats al Museu Britànic.
El treball de Layard va ser continuat per la seva assistent, Hormuzd Rassam i, entre 1852 i 1854, es va passar a descobrir el Palau Nord d'Assurbanipal a Nínive, amb molts relleus magnífics. També va descobrir la Biblioteca d'Assurbanipal, una gran col·lecció d'escriptura cuneïforme comprimida en tauletes d'argila, d'enorme importància. William W. K. Loftus va excavar a Nimrud entre 1850 i 1855 i va trobar un tresor notable d'ivori al Palau Cremat. Entre 1878 i 1882, Rassam va millorar molt les explotacions del museu, amb exquisits objectes, incloent-hi el cilindre Cyrus de Babilònia, les portes de bronze de Balawat, i una bona col·lecció de bronzes Urartu.
Durant el segle xx, les excavacions es van dur a terme a Karkemish, Síria, entre 1911 i 1914 i el 1920 per David George Hogarth i Leonard Woolley, aquest últim assistit per T. E. Lawrence. Les col·leccions de Mesopotàmia van augmentar en gran manera per les excavacions al sud d'Iraq després de la Primera Guerra Mundial.
La col·lecció va millorar amb l'addició del tresor d'Oxus el 1897, per l'adquisició de l'especialista alemany Ernst Herzfeld, i després pel treball de Marc Aurel Stein.

### Departament de dibuixos i gravats

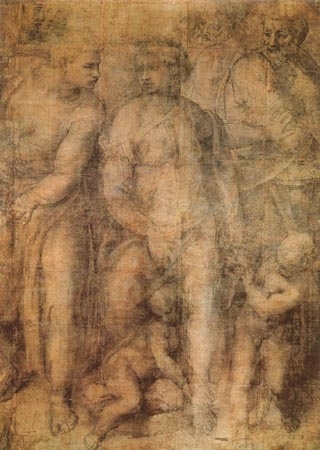
Museu Britànic, sala 90: Epifania, de Miquel Àngel.

El Departament de dibuixos i impressions conté la col·lecció nacional d'impressions occidentals i de dibuixos. És considerat com una de les millores col·leccions existents d'aquest tipus, al costat de l'Albertina de Viena, de les col·leccions de París i les del Museu de l'Hermitage. El departament té la seva pròpia sala d'exposicions, a la sala 90, on les exposicions canvien diverses vegades a l'any.
Des de la seva fundació, el 1808, la col·lecció de gravats i dibuixos ha crescut fins a obtenir un renom internacional com una de les col·leccions més riques i representatives de tot el món. Hi ha aproximadament 50.000 dibuixos i més de dos milions d'impressions. La col·lecció de dibuixos abasta el període comprès entre el segle xiv i l'actualitat, i inclou moltes obres de la més alta qualitat pels principals artistes de la història de l'art occidental. La col·lecció de gravats cobreix el període entre el segle xv, quan es van començar a crear gravats, fins a l'actualitat.
Hi ha grups magnífics de dibuixos de Leonardo da Vinci, Rafael, Miquel Àngel (incloent-hi la seva Epifania, Albrecht Dürer (la col·lecció de 138 dibuixos n'és tot un referent), Peter Paul Rubens, Rembrandt, Goya, Claude Lorrain i Antoine Watteau. També conté més de 30.000 dibuixos britànics i aquarel·les, importants exemples del treball de William Hogarth, Paul Sandby, J. M. W. Turner, Thomas Girtin, John Constable, John Sell COTME, David Cox, James Gillray, Thomas Rowlandson i George Cruikshank, així com tots els grans de l'època victoriana. Hi ha al voltant d'un milió d'impressions britàniques, entre aquestes, més de 20.000 sàtires i algunes obres de William Blake i Thomas Bewick.

## Controvèrsia

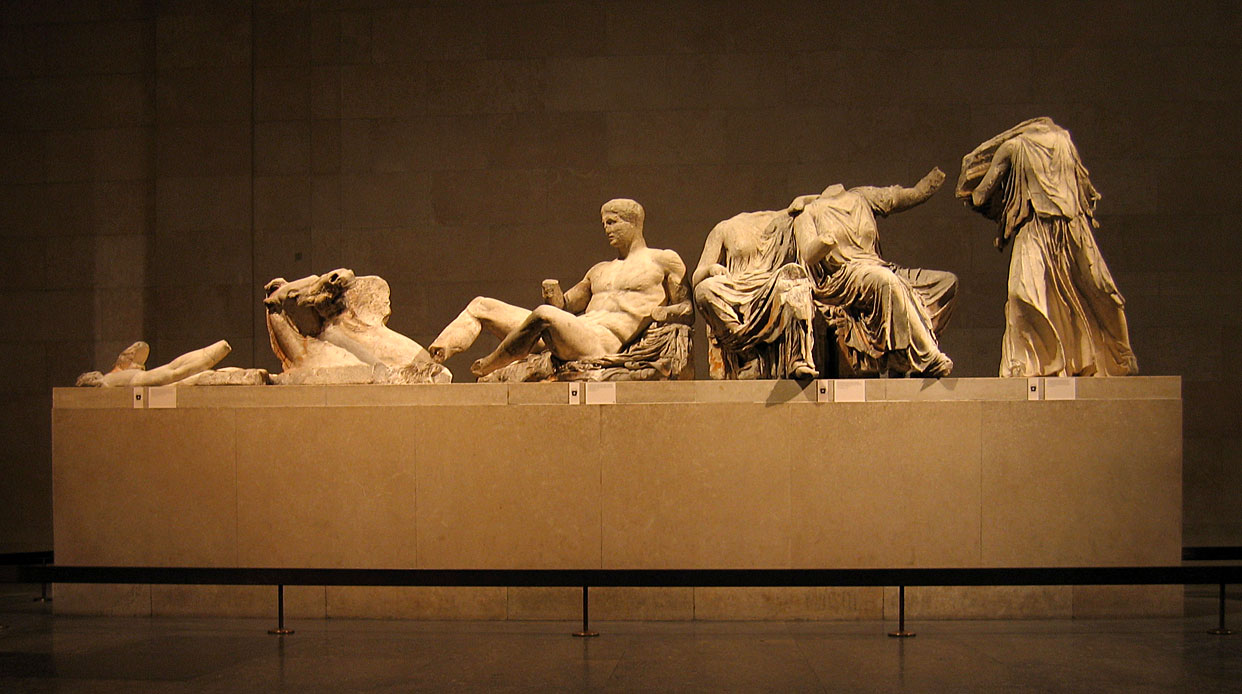
Alguns dels marbres del Partenó.

És un punt de controvèrsia si s'ha de permetre que els museus tinguin objectes procedents d'altres països, i el Museu Britànic n'és un blanc notable de la crítica. Els marbres Elgin, els bronzes de Benín i la pedra de Rosetta es troben entre els objectes més disputats de les seves col·leccions, i diverses organitzacions s'han declarat a favor del retorn d'aquests objectes als seus països d'origen, a Grècia, Nigèria i Egipte, respectivament.
El Museu Britànic s'ha negat a retornar aquests objectes, indicant que si tornés tots els objectes als seus països d'origen, el mateix museu quedaria buit, així com altres dels museus més importants del món. El museu també ha argumentat que una llei de 1963 impedeix legalment a qualsevol objecte d'abandonar la seva col·lecció una vegada que ha entrat a formar-hi part. Això no obstant, ha tornat elements com les cendres de Tasmània després d'una llarga batalla legal de 20 anys amb Austràlia.
El Museu Britànic continua dient que es tracta d'un custodi adequat i que té un dret inalienable sobre la seva col·lecció en disputa, d'acord amb la llei britànica.